# Calcitriol
Calcitriolul (1,25-dihidroxicolecalciferol sau 1,25-dihidroxivitamina D3) este forma activă a vitaminei D și este biosintetizată la nivel renal. Forma obținută sintetic este utilizată pentru a trata bolile renale asociate hipocalcemiei, hiperparatiroidismul datorat bolilor renale, hipocalcemia datorată hiperparatiroidismului, osteoporoza, osteomalacia și hipofosfatemia familială. Căile de administrare disponibile sunt intravenoasă și orală.

## Funcții
Aceasta crește concentrația calciului plasmatic prin 
- creșterea absorbției intestinale calciu,
- creșterea reabsorbției tubulare (rinichi) a calciului, reducându-se astfel pierderea de calciu prin urină,
- precum și eliberarea ionilor de calciu din os în mod concertat cu parathormonul (PTH), acesta din urma 
  - stimulând osteoclastele;
  - crescând secreția tubulară de fosfat anorganic, la schimb cu ionii de calciu,
  - scăderea concentrației fosfatului seric determina dizolvarea hidroxiapatitei Ca5(PO4)3OH, crescând astfel calciul seric.

PTH stimulează producția de calcitriol.
Calcitriolul inhibă secreția calcitoninei, un hormon care reduce calciul seric prin inhibarea eliberării calciului din oase.